# Lousã
Lousã ist eine  Kleinstadt (Vila) in Portugal. Sie liegt etwa 25 km südöstlich von Coimbra.

## Geschichte
Aus der Zeit der römischen Besatzung sind vielfältige Spuren erhalten, von Münzen und Haushaltsgegenständen über Gräber und Baumaterialien bis zu Straßenpflaster. Aus dem Jahr 943 stammt die erste nach-römische Erwähnung des Ortes, in einem Abkommen zwischen Zuleima Abaiud und dem Abt des Klosters von Lorvão. Der Name Arauz ist in der Burg von Arouce erhalten geblieben, die in Lousã zu besichtigen ist. Arouce erhielt erstmals Verwaltungsrechte („Foral“) im Jahr 1151 von Portugals erstem König, Dom Afonso Henriques.
1160 wird erstmals ein Ort namens Lousã neben Arouce genannt. Im weiteren Laufe des Mittelalters wuchs der Ort weiter, und Lousã bekam das Stadtrecht im Jahre 1513.
1811 erlebte der Ort Plünderungen beim Durchzug der französischen Armee von General André Masséna, im Verlauf der Napoleonischen Invasionen.
Ab Mitte des 19. Jahrhunderts sah der Ort eine starke Entwicklung durch hier entstehende Industrie, vor allem Papierfabriken. Es entstand das Krankenhaus (1888), der Schlachthof (1896) und das Theater. Einsetzende Auswanderungswellen hemmten die weitere Entwicklung wieder, bis 1906 die Eröffnung der Eisenbahnverbindung nach Coimbra die Isolierung aufbrach und neue Impulse anstieß, etwa die Elektrifizierung des Ortes 1924.

## Sehenswürdigkeiten
Der Bahnhof Lousã bot für Touristen lange ein sehr reizvolles Bild mit seinem historischen Ladekran auf dem stillgelegten Ladegleis und dem Lagerhaus aus Holz, das wahrscheinlich Anfang des 20. Jahrhunderts erbaut wurde. Die Baracke wurde 2008 abgerissen; an ihrer Stelle befindet sich jetzt eine Straße. Der mit Azulejos ausgeschmückte Bahnhof ist weiter in Betrieb.
Im Ort gibt es mit dem Ecomuseu da Serra da Lousã ein Museum des umliegenden Ausläufers des Iberischen Scheidegebirges, der Serra da Lousã, und seinen traditionellen „Schieferdörfern“. Diese gehören teilweise der Aldeias do Xisto-Route an, und haben den dunklen Schiefer als Hauptbaustoff gemeinsam. In der bis auf 1202 Meter ansteigenden Serra sind weitläufige Wanderwege angelegt.
Auch die verschiedenen Herrenhäuser und die mit Azulejos ausgeschmückte Hauptkirche (Igreja Matriz) des Ortes sind sehenswert.
Seit 2019 gibt es in der Gemeinde Foz de Arruze auch das Zirkusmuseum „MOMO“. Museumsdirektor Detlef Schafft und seine Partnerin Eva Cabral haben hier in einer ehemaligen Schule eine tolle Sammlung von Zirkusartikeln aus der ganzen Welt zusammengetragen. In einem kleinen Zirkus-Zelt werden immer wieder tolle Shows geboten.

## Verkehr

### Bahn
Der Ort war der ursprüngliche Endpunkt des Ramal da Lousã und wird ein wichtiger Bahnhof der Metro Mondego. In der Zwischenzeit ist ein Schienenersatzverkehr mit Bussen eingerichtet.

### Bus
Lousã ist in das landesweite Busnetz der Rede Expressos eingebunden.

### Fernstraße
Über die EN17 ist der Ort an die IC2 und die A1 angebunden.

## Verwaltung

### Kreis Lousã
Lousã ist Sitz eines gleichnamigen Kreises (Concelho) im Distrikt Coimbra. Am 19. April 2021 hatte der Kreis 17.006 Einwohner auf einer Fläche von 138,4 km².
Die Nachbarkreise sind (im Norden beginnend im Uhrzeigersinn): Vila Nova de Poiares, Góis, Castanheira de Pêra, Figueiró dos Vinhos sowie Miranda do Corvo.
Mit der Gebietsreform im September 2013 wurden mehrere Gemeinden zu neuen Gemeinden zusammengefasst, sodass sich die Zahl der Gemeinden von zuvor sechs auf vier verringerte.
Die folgenden Gemeinden (freguesias) liegen im Kreis Lousã:

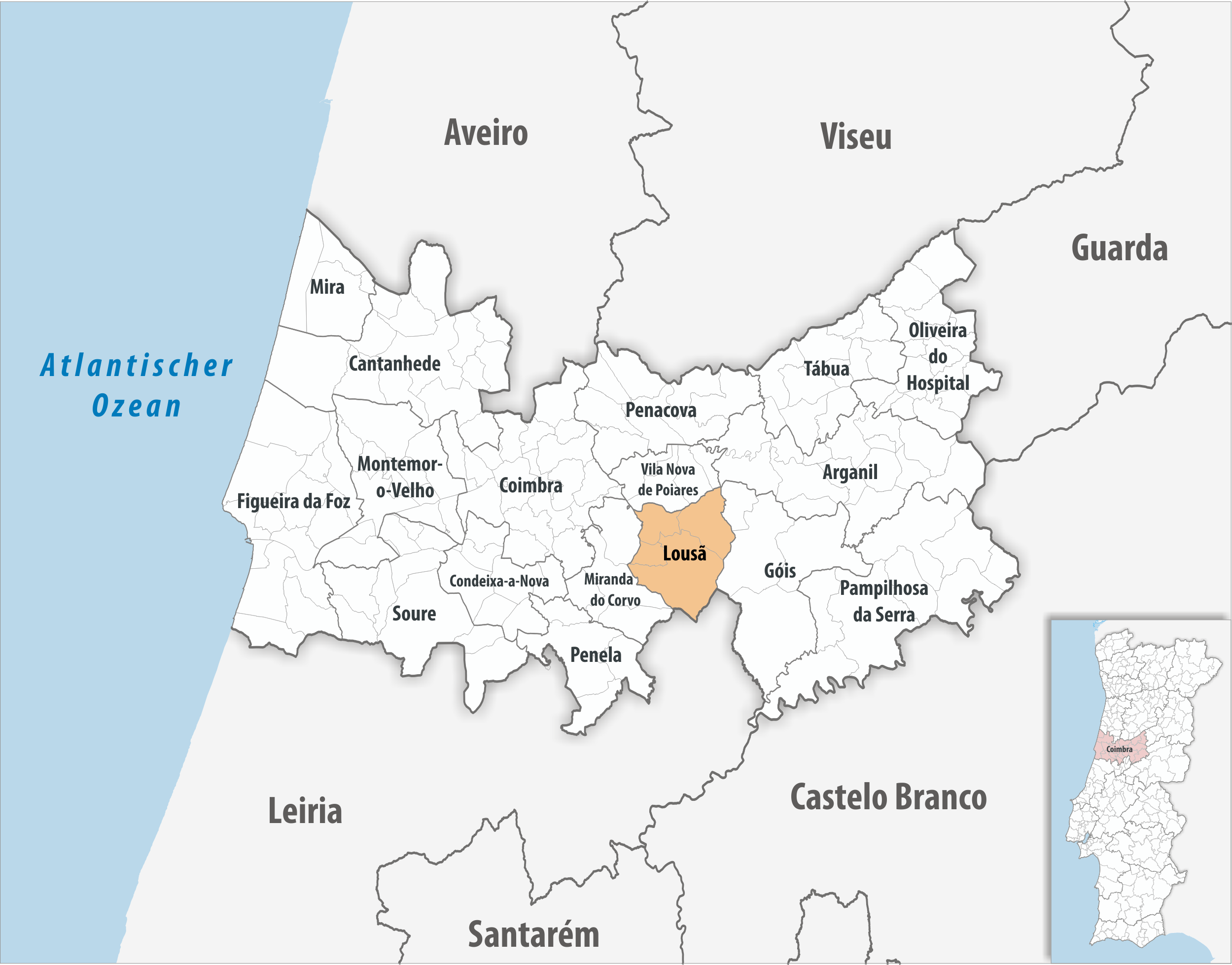
Kreis Lousã

| Gemeinde                       | Einwohner (2021) | Fläche km² | Dichte Einw./km² | LAU- Code |
| ------------------------------ | ---------------- | ---------- | ---------------- | --------- |
| Foz de Arouce e Casal de Ermio | 1.263            | 19,84      | 64               | 060707    |
| Gândaras                       | 1.111            | 10,04      | 111              | 060706    |
| Lousã e Vilarinho              | 12.921           | 72,40      | 178              | 060708    |
| Serpins                        | 1.711            | 36,12      | 47               | 060704    |
| Kreis Lousã                    | 17.006           | 138,40     | 123              | 0607      |

### Bevölkerungsentwicklung
| Einwohnerzahl im Kreis Lousã (1801–2011) | Einwohnerzahl im Kreis Lousã (1801–2011) | Einwohnerzahl im Kreis Lousã (1801–2011) | Einwohnerzahl im Kreis Lousã (1801–2011) | Einwohnerzahl im Kreis Lousã (1801–2011) | Einwohnerzahl im Kreis Lousã (1801–2011) | Einwohnerzahl im Kreis Lousã (1801–2011) | Einwohnerzahl im Kreis Lousã (1801–2011) | Einwohnerzahl im Kreis Lousã (1801–2011) | Einwohnerzahl im Kreis Lousã (1801–2011) | Einwohnerzahl im Kreis Lousã (1801–2011) | Einwohnerzahl im Kreis Lousã (1801–2011) |
| 1801                                     | 1849                                     | 1900                                     | 1930                                     | 1960                                     | 1981                                     | 1991                                     | 2001                                     | 2004                                     | 2006                                     | 2008                                     | 2011                                     |
| ---------------------------------------- | ---------------------------------------- | ---------------------------------------- | ---------------------------------------- | ---------------------------------------- | ---------------------------------------- | ---------------------------------------- | ---------------------------------------- | ---------------------------------------- | ---------------------------------------- | ---------------------------------------- | ---------------------------------------- |
| 6.574                                    | 10.275                                   | 11.685                                   | 12.905                                   | 13.900                                   | 13.020                                   | 13.447                                   | 15.753                                   | 17.252                                   | 18.273                                   | 19.293                                   | 17.380                                   |

### Kommunaler Feiertag
- 24. Juni

### Städtepartnerschaft
Lousã ist mit der französischen Gemeinde Prades seit 1991 durch eine Städtepartnerschaft verbunden.

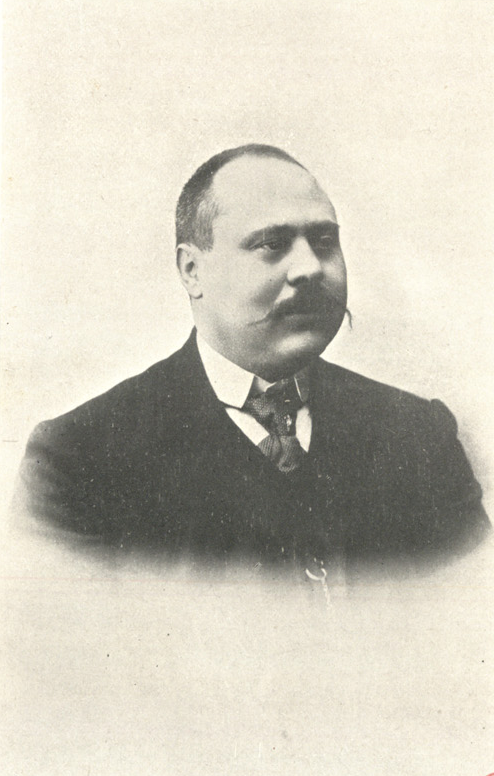
Fernandes da Costa

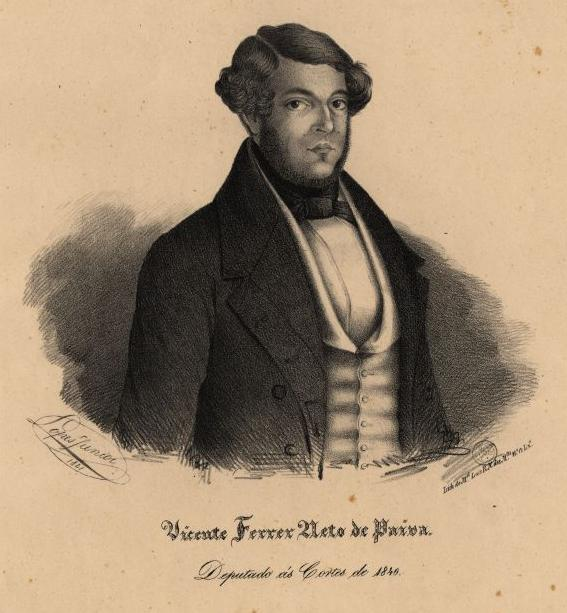
Vicente Ferrer Neto Paiva

## Söhne und Töchter der Stadt
- Vicente Ferrer Neto Paiva (1798–1886), Hochschullehrer und Politiker nach dem Miguelistenkrieg, führte den Panentheismus in Portugal ein
- Francisco Maria Supico (1830–1911), Journalist, Politiker und Freimaurer
- Francisco José Fernandes Costa (1867–1925), republikanischer Politiker, Premierminister
- Carlos Alberto Vidal (* 1954), Sänger
- Nuno Assis (* 1977), Fußballspieler
- Ana Rute (* 1998), Fußballspielerin
- Catarina Amado (* 1999), Fußballspielerin

## Galerie

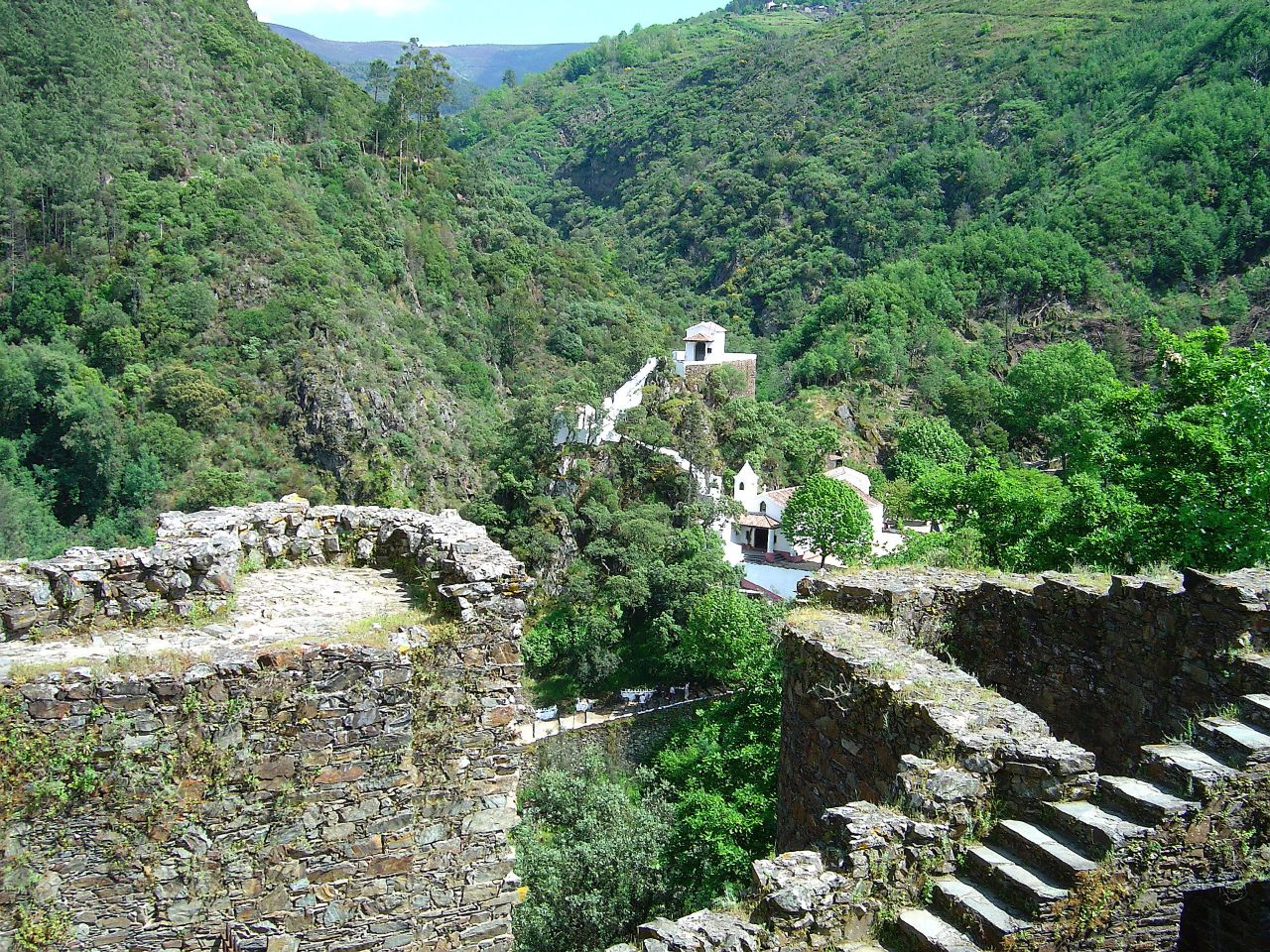
Die Kirche Sra. da Piedade von der Burg aus gesehen
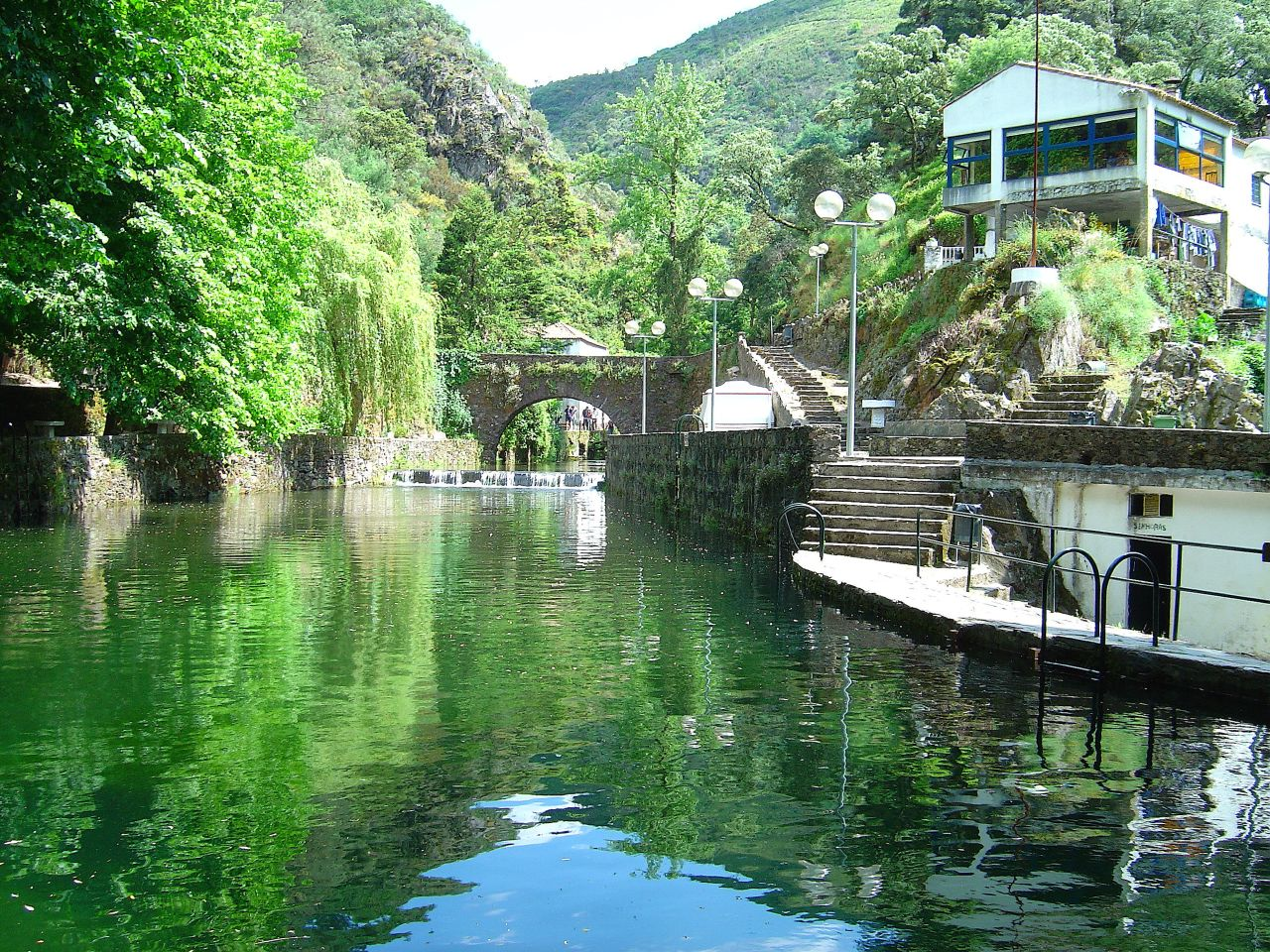
Flussbad
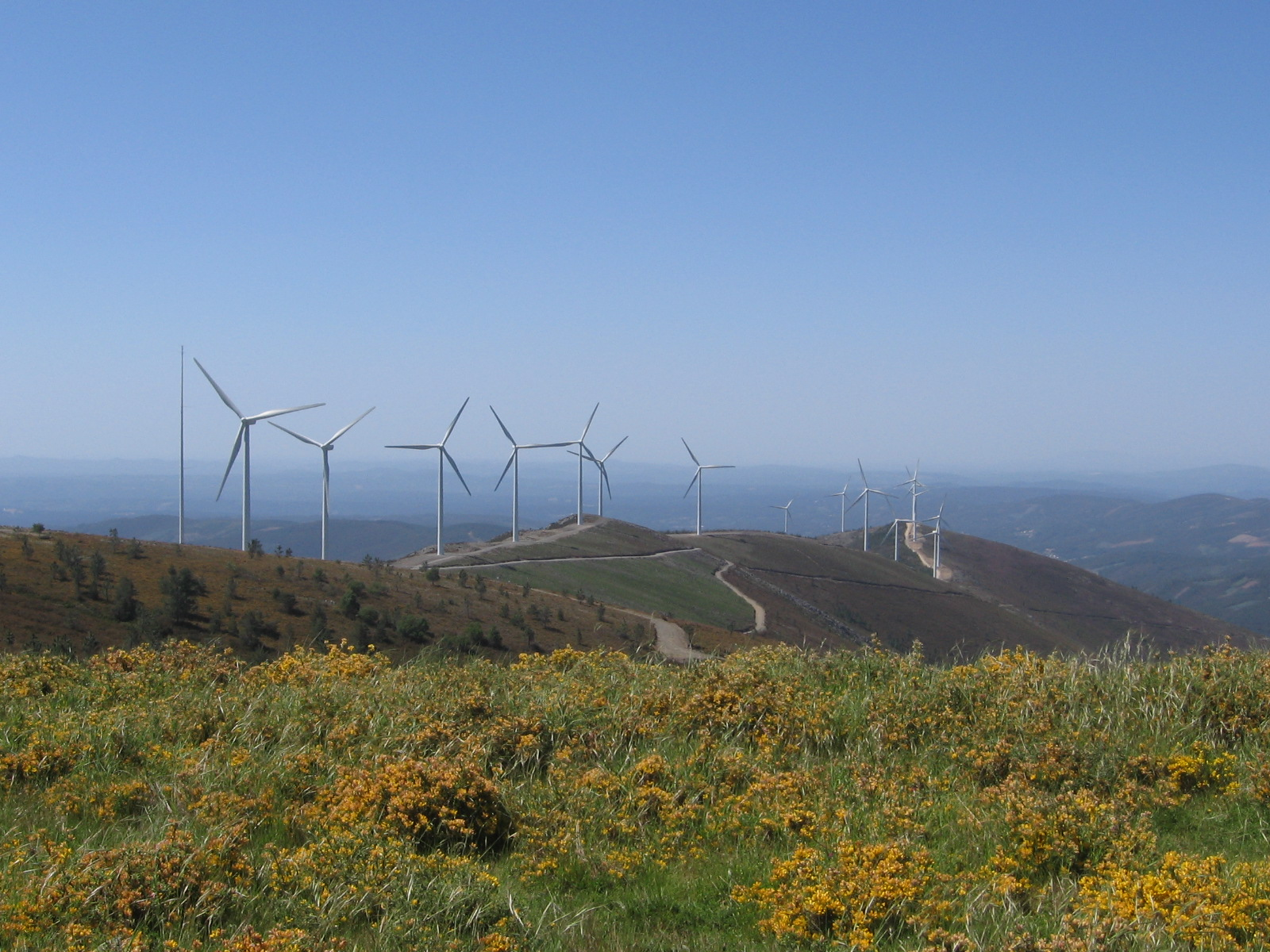
Windpark in der Serra da Lousã
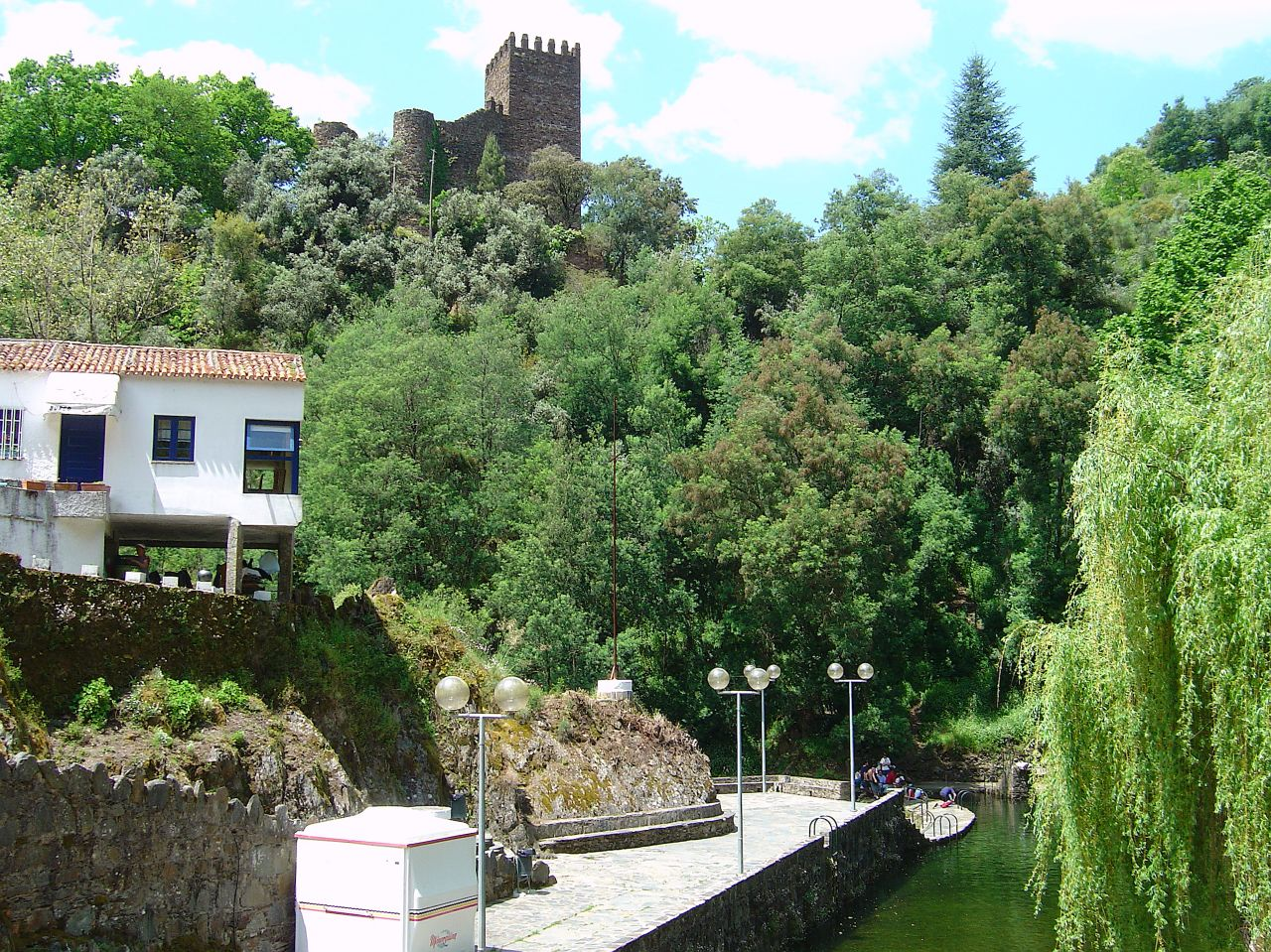
Flussbad mit der Burg im Hintergrund
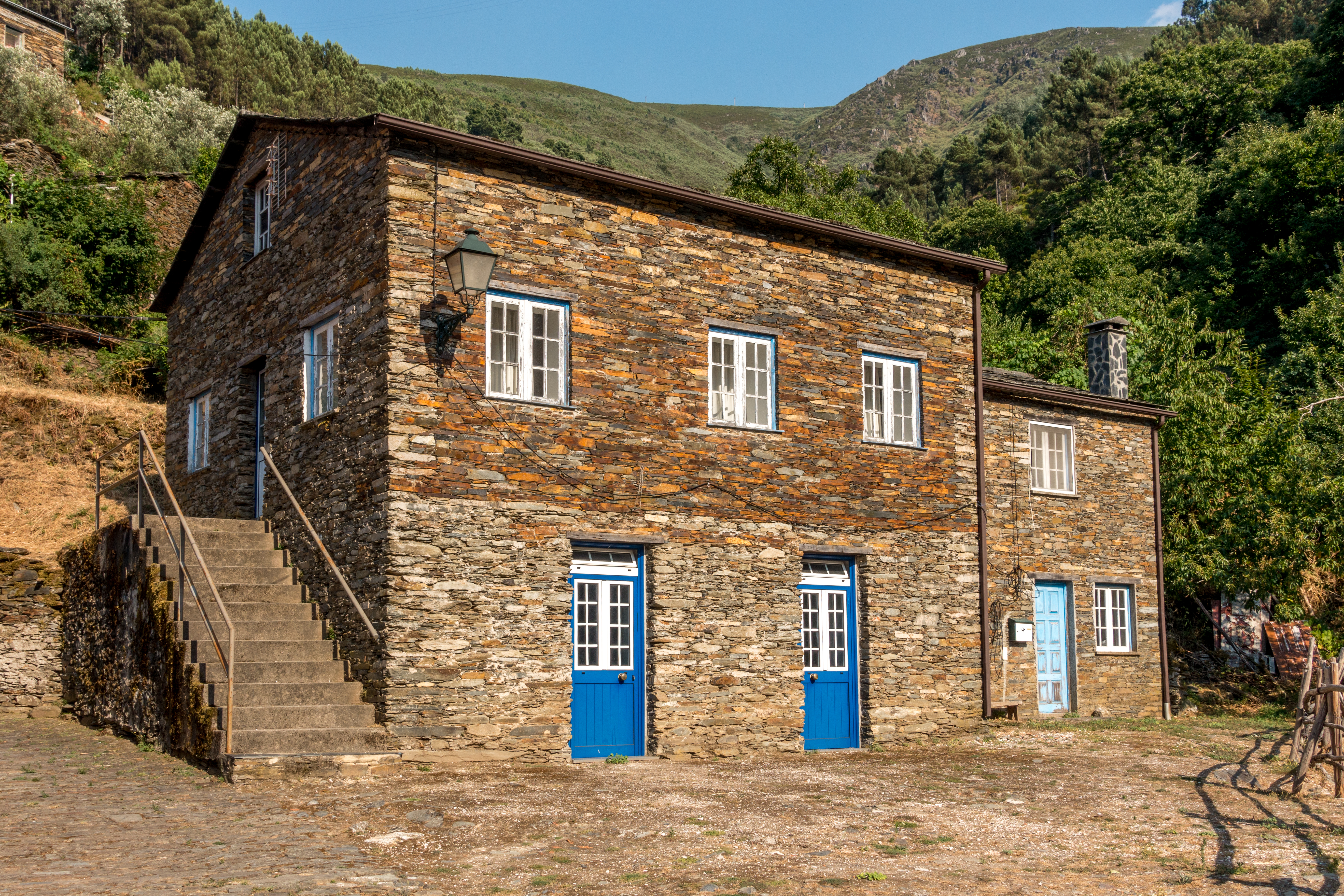
Typisches Schist-Haus der Region